# Palacio da Regaleira
El Palacio da Regaleira es el edificio principal y el nombre más común de la Quinta da Regaleira. También llamado Palacio de Monteiro el de los Millones (en portugués: Palácio do Monteiro dos Milhões) por el apellido y el apodo de su primer propietario, António Augusto Carvalho Monteiro. El palacio está situado en pleno centro histórico de Sintra y está clasificado como Patrimonio Mundial por la Unesco.
Carvalho Monteiro, ayudado por el arquitecto italiano Luigi Manini, construye en la quinta de cuatro hectáreas un palacio, lujosos jardines, lagos, grutas y edificios enigmáticos, lugares que esconden significados relacionados con la alquimia, la masonería, los templarios y la rosacruz. Modela la quinta con construcciones que evocan las arquitecturas románica, gótica, renacentista y manuelina. 

## Localización
Situada en la Estrada Nova da Rainha, en pleno centro histórico de Sintra y muy cerca del Palacio de Seteais, la quinta se beneficia del microclima de la sierra de Sintra, la cual contribuye en gran medida con sus nieblas constantes a dar un aura de misterio a sus exuberantes jardines.

## Historia
La documentación histórica relativa a la Quinta da Regaleira, anterior a los tiempos de su compra por Carvalho Monteiro, es escasa. Se sabe que, en 1697, José Leite fue el propietario de una vasta propiedad, en los alrededores de la villa de Sintra, que hoy integra la quinta.
Francisco Alberto Guimarães de Castro compró la propiedad (conocida como Quinta da Torre o Quinta do Castro en 1715), en subasta pública y canalizó el agua de la sierra con el fin de alimentar una fuente.
En 1830 la quinta pasó al Dr. Manuel Bernardo y tomó el nombre que posee actualmente. En 1840, la Quinta da Regaleira fue adquirida por la hija de una comerciante de Oporto, Allen, que más tarde recibió el título de baronesa da Regaleira. De este periodo data la construcción de una casa de campo, visible en algunas representaciones iconográficas de finales del siglo XIX.
La historia de la Regaleira actual comienza en 1892, año en el que los barones da Regaleira venden la propiedad al Dr. António Augusto Carvalho Monteiro por veinticinco contos de réis. La mayor parte de las construcciones actuales de la quinta fueron terminadas en 1910. 
La quinta fue vendida a Waldemar Jara d'Orey en 1942, quien, sin desvirtuar la concepción original del lugar, realizó pequeñas obras para acoger a su gran familia. En 1987 la Quinta da Regaleira fue adquirida por la empresa japonesa Aoki Corporation y dejó de servir como alojamiento; fue entregada al cuidado de guardeses y permaneció cerrada.
En 1997, el Ayuntamiento de Sintra adquirió este valioso patrimonio; poco después inició un exhaustivo trabajo de recuperación del patrimonio edificado y de los jardines. Desde entonces, la Quinta da Regaleira está abierta al público y alberga diversas actividades culturales.

## El Temple y la Quinta da Regaleira
Parece evidente que la concepción religiosa del mundo que preside la Regaleira se asienta en el cristianismo, pero en un cristianismo escatológico, relacionado con el fin de los tiempos. Quiere recordarnos la lección de la escatología cósmica, que anuncia el fin del universo y de la humanidad, asentándose en la creencia de la supervivencia del alma después de la muerte. Se trata también de un cristianismo gnóstico, apoyado en discursos míticos y en conocimientos sagrados que prometen la salvación de los fieles y el retorno de los espíritus. Es, en fin, un cristianismo imbuido de ideales neotemplarios, asociados al culto al Espíritu Santo, que encontramos en la tradición mítica portuguesa.
La cruz templaria en el fondo del pozo iniciático, la Cruz de la Orden de Cristo en el pavimento de la capilla, así como todas las otras cruces dispuestas en la misma, testimonian la influencia del templarismo en el ideario sincrético de Carvalho Monteiro.

## La Quinta

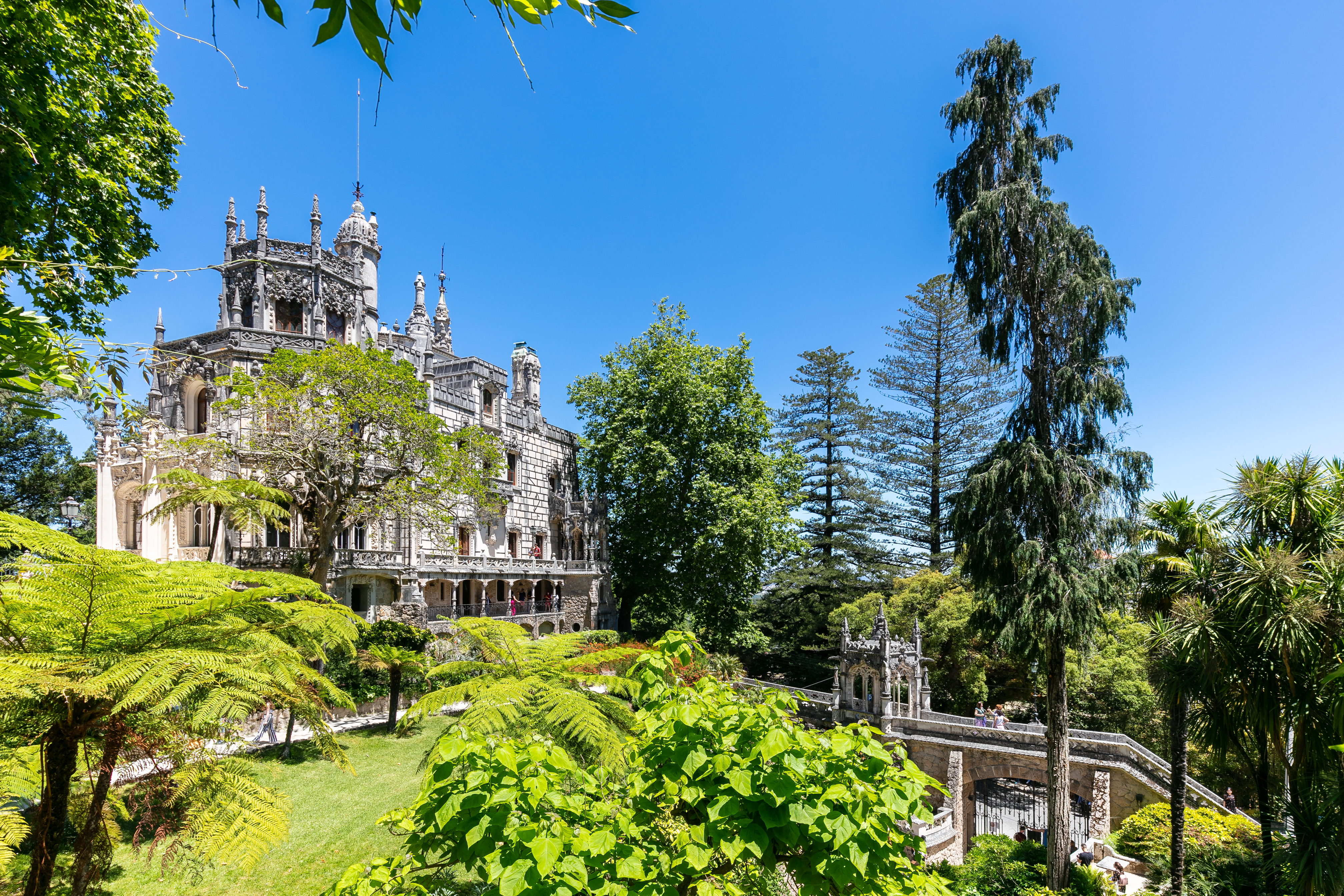
A la derecha se encuentra la entrada de la quinta escondida entre los árboles.

Carvalho Monteiro tenía el deseo de construir un espacio grandioso, en el que vivir rodeado de todos los símbolos que reflejaran sus intereses e ideologías. Conservador, monárquico y cristiano gnóstico, Carvalho Monteiro quiso resucitar el pasado más glorioso de Portugal, de ahí el predominio del estilo neomanuelino —especialmente en el palacio, la capilla, así como en determinados elementos decorativos del jardín—, relacionado con la época de los grandes descubrimientos geográficos. Esta evocación del pasado incluyó también el gótico y algunos elementos neoclásicos. La diversidad de la quinta está enriquecida con simbolismos de temas esotéricos relacionados con la alquimia, la masonería, los templarios y la Rosacruz. Carvalho y Manini crearon un conjunto sorprendente, producto directo del espíritu del siglo XIX, tiempo en el que se ensalzaron las fuerzas de la naturaleza y se evidenció la fragilidad del hombre. La quinta es consecuencia del romanticismo—movimiento iniciado en Portugal tras la revolución de 1820—, compartiendo con él el gusto por lo sublime, lo exótico y lo misterioso.

## Lugares de interés

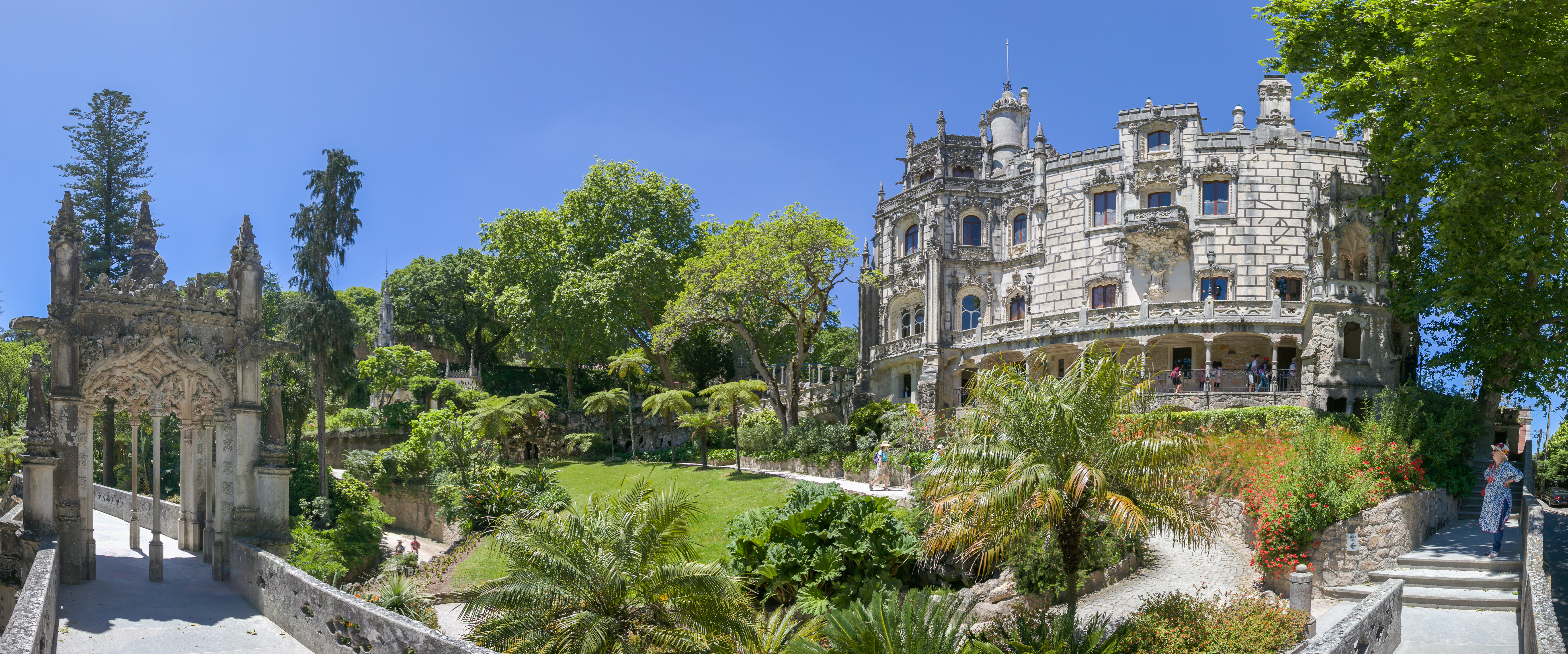
Vista general del palacio y la quinta.

### Bosque
El bosque, que ocupa la mayor parte del espacio de la quinta, no está dispuesto al azar. Comienza siendo más ordenado y cuidado en la parte más baja de la quinta, pero se va haciendo progresivamente más salvaje a medida que se asciende hasta la parte alta. Esta disposición refleja la creencia en el primitivismo de Carvalho Monteiro.

### Patamar dos deuses (Rellano de los dioses)
A la entrada de este rellano, una estatua de Hermes, el mensajero de los dioses y la personificación de la revelación de la sabiduría, parece anunciar a los otros dioses que bordean este rellano. En el centro se encuentran dos estatuas de quimeras, símbolos de ilusión y utopía.

### Pozo iniciático

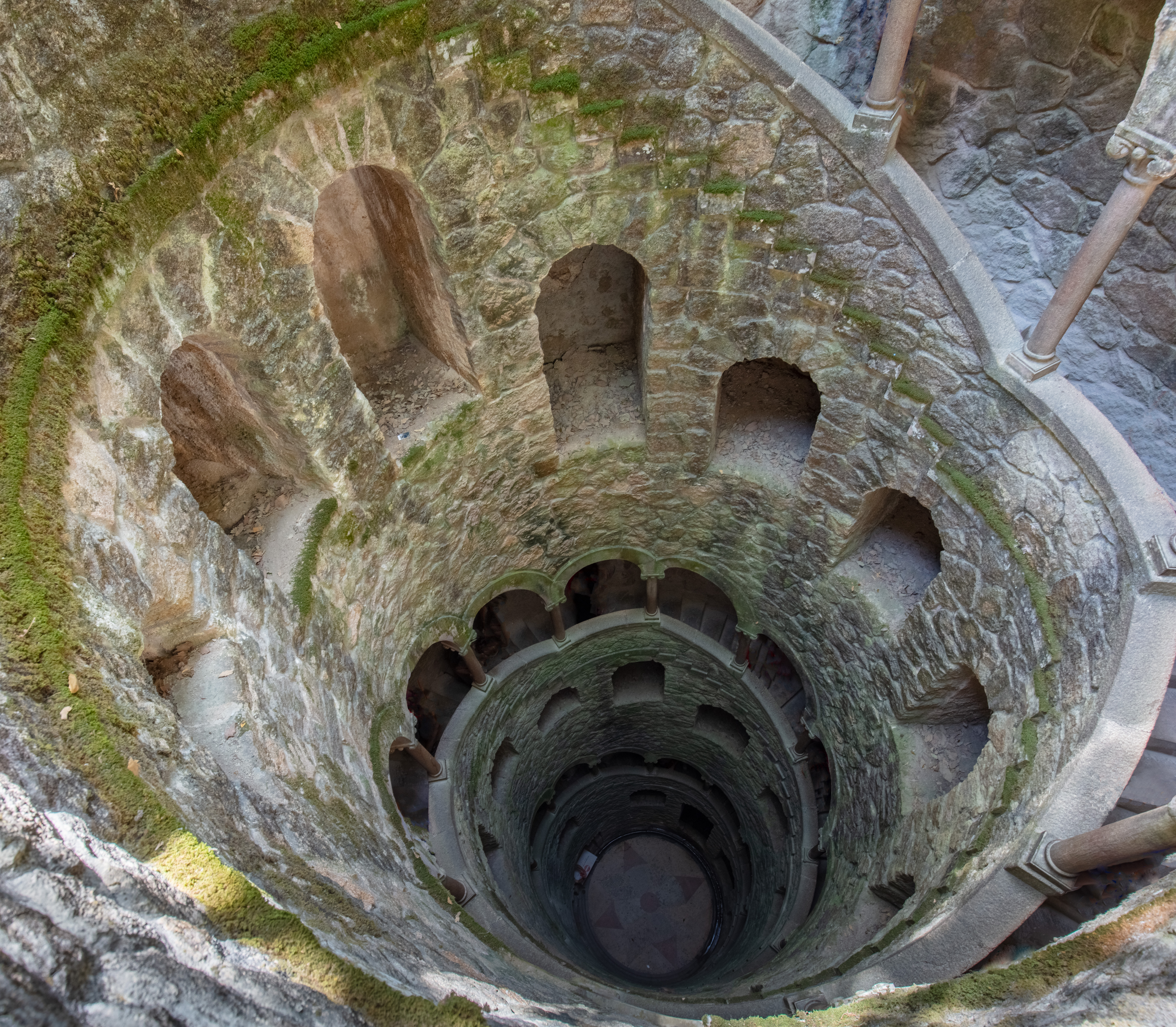
Pozo iniciático con la cruz templaria visible al fondo.

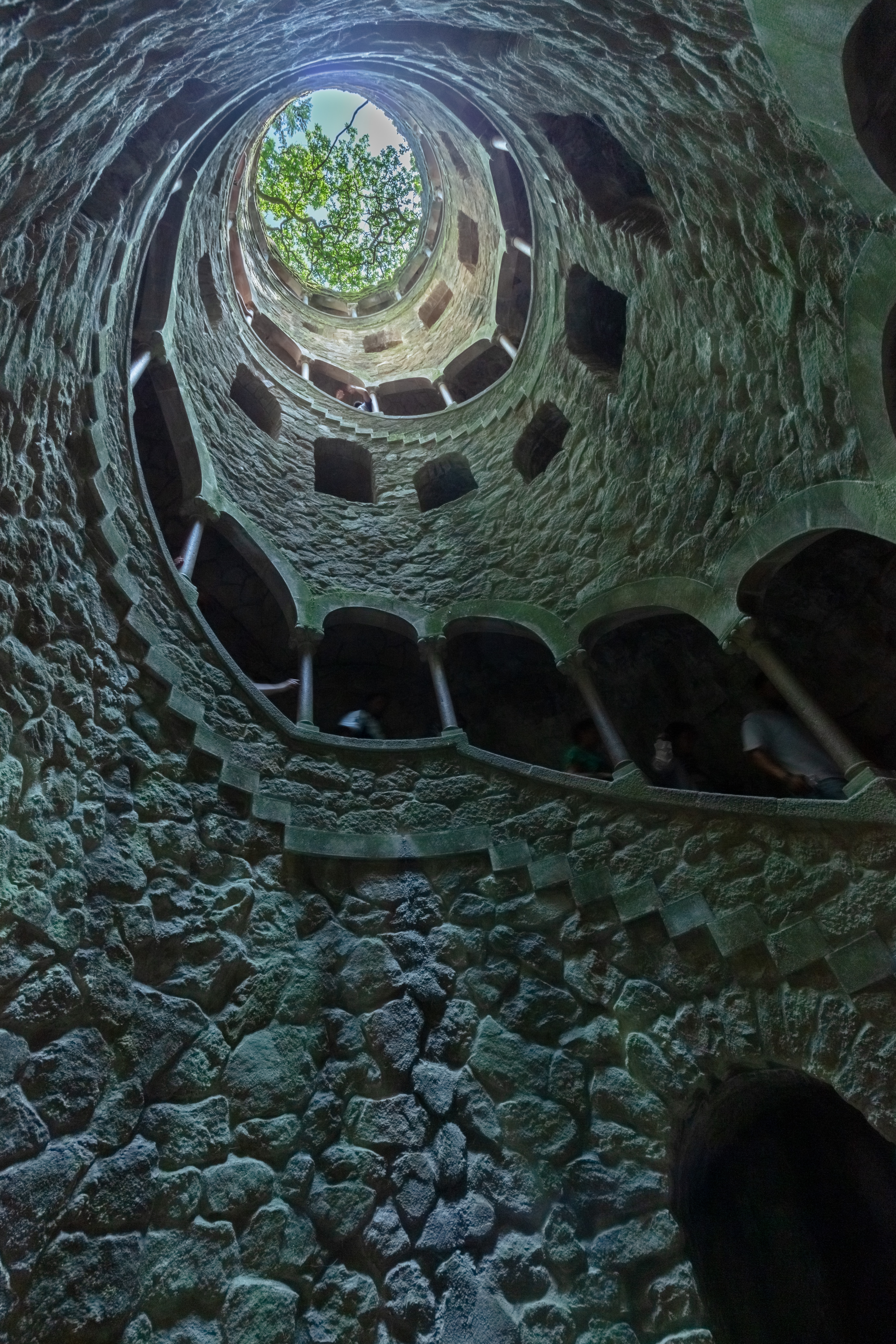
Pozo visto desde el interior.

Una galería subterránea con una escalera en espiral, sustentada por columnas esculpidas, desciende hasta el fondo del pozo a través de nueve rellanos. Los nueve rellanos circulares del pozo, separados entre sí por quince peldaños, evocan referencias a La Divina Comedia de Dante, y pueden representar los nueve círculos del infierno, los del paraíso o los del purgatorio. Según los reputados ocultistas Albert Pike, René Guénon y Manly Palmer Hall, es en La divina comedia donde se encuentra por primera vez expuesta la Orden Rosacruz. En el fondo del pozo está, embutida en mármol, una rosa de los vientos sobre una cruz templaria, el emblema heráldico de Carvalho Monteiro y, simultáneamente, indicativo de la Orden Rosacruz.
El pozo se denomina iniciático porque se sabe que era usado en rituales masónicos de iniciación; se dice que la explicación del simbolismo de los nueve peldaños se encuentra en la obra Conceito Rosacruz do Cosmos. 
La simbología del lugar está relacionada con la creencia de que la tierra es el útero materno de donde proviene la vida, pero también la sepultura donde volverá. Muchos ritos de iniciación aluden a aspectos del nacimiento y de la muerte ligados a la tierra o al renacimiento. La existencia de los 23 nichos ubicados bajo los peldaños del pozo iniciático constituye uno de los muchos misterios que alberga dicha construcción. El 29 de diciembre de 2010, el profesor Gabriel Fernández Calvo de la Escuela Técnica Superior de Ingenieros de Caminos, Canales y Puertos de la Universidad de Castilla-La Mancha en Ciudad Real, cuando visitaba el pozo junto con otros profesores de la UCLM, observó que los 23 nichos no estaban dispuestos al azar, sino que se hallaban agrupados en tres conjuntos de 17, 1 y 5 nichos separados entre sí conforme se descendía al fondo del pozo. Dicha organización no es casual y muy probablemente hace referencia al año 1715 en el que Francisco Alberto Guimarães de Castro compró la propiedad (conocida como Quinta da Torre o Quinta do Castro), en subasta pública.
El pozo está comunicado mediante varias galerías o túneles con otros puntos de la quinta: la entrada dos guardiões (entrada de los guardianes), el lago de la cascada y el pozo imperfecto. Estos túneles, otrora habitados por murciélagos, hoy en día alejados por los muchos turistas que visitan el lugar, están recubiertos con piedra importada de la costa marítima de la región de Peniche para sugerir un mundo sumergido.

### Capilla de la Santísima Trinidad

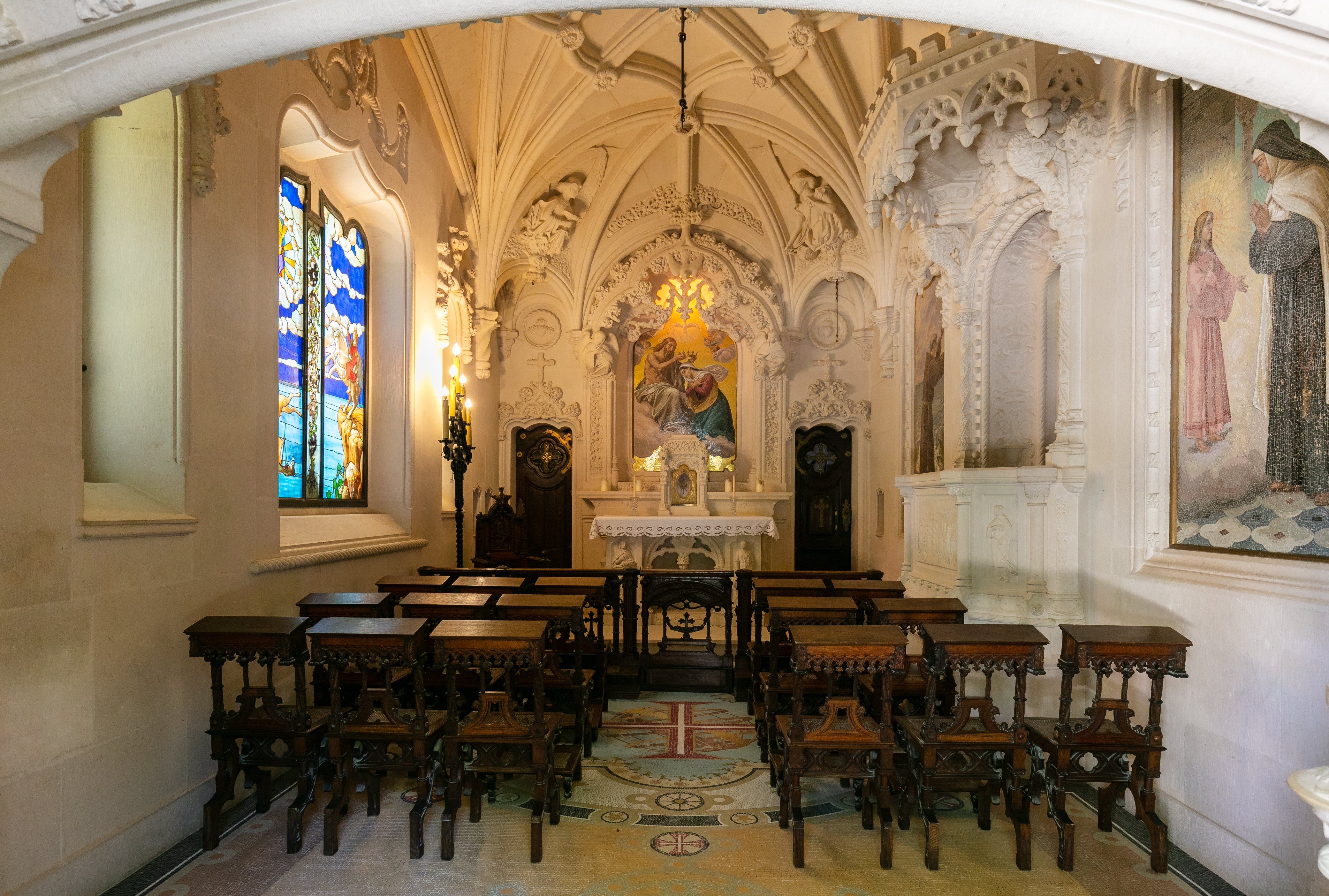
Interior de la capilla.

Separada por escasos metros del palacio, construcción principal del conjunto, la Capilla de la Santísina Trinidad fue construida en piedra blanca y en estilo manuelino. En su interior, la cabecera se encuentra decorada con un mosaico donde se representa la coronación de la Virgen, la cual aparece vestida con los tres colores alquímicos: el blanco, el rojo y el azul. Las ventanas presentan vidrieras donde se representan, entre otros motivos, la  leyenda de la Dama de Nazaré. Esta leyenda proviene de 1182, cuando el alcalde D. Fuas Roupinho se encontraba, en plena caza, persiguiendo a un venado. Debido a la niebla y a la celeridad de la carrera, la presa a la que pretendía alcanzar se precipitó en el abismo. El alcalde, temiendo correr la misma suerte, invocó a la Virgen de Nazaré, la cual le salvó de la muerte al frenar a tiempo a su caballo. En agradecimiento, el personaje mandó construir en el lugar la Capilla de la Memoria. En una segunda vidriera se recoge el nacimiento de Cristo, mientras que una tercera muestra a una serie de ángeles rodeando un triángulo, forma geométrica utilizada por los templarios. En la capilla también destaca la proliferación de cruces, predominando entre ellas la localizada sobre el pavimento del edificio y representada sobre una esfera. Esta cruz pertenece a la Orden de Cristo. Asimismo, encontramos reproducida la cruz patada o cruz orbicular, adaptada por los templarios portugueses.

### Torre da Regaleira
Fue construida para dar a quien la sube la ilusión de encontrarse en el eje del mundo.

### Palacio
Edificio principal de la quinta, su fachada evidencia la influencia del estilo manuelino. La decoración del palacio se concentra en los balcones, las columnas, las puertas y las ventanas, contando con el repertorio decorativo típico del estilo que emula: motivos de raigambre vegetal, cuerdas y nudos, perlas, escudos, etc. Además, en esta construcción se encuentran representados distintos santos cristianos. Toda la exuberante decoración estuvo a cargo del escultor José da Fonseca. En el interior encontramos una biblioteca y un laboratorio alquímico situados en una torre de planta octogonal, clara referencia al mundo masónico, el cual otorgaba un especial significado a este número. Asimismo, el palacio cuenta con varios salones, destacando especialmente el "Salón de Caza", presidido por una impresionante chimenea atestada de elementos decorativos de un blanco impoluto, entre los que despunta la figura exenta de un cazador acompañado de su perro, flanqueado por dos frecos. Los techos del salón son decorados con múltiples nervios, recordando un poco a las bóvedas de abanico ingleses, y puertas y ventanas son rematadas con cabezas de animales, como ciervos y jabalíes.